# Pazzo di te!
Pazzo di te! (Down to You) è un film del 2000 diretto da Kris Isacsson.

## Trama
Al e Imogen, due studenti, si conoscono in un locale frequentato da giovani e si innamorano subito. Lei ha la passione per la pittura e prepara ad Al una sorpresa di compleanno in una galleria d'arte. L'anno scolastico sta per finire, gli studenti sono in grande fermento, Al perde una scommessa fatta con gli amici ed è costretto a non uscire con Imogen per recitare come comparsa nel film che Monk sta realizzando. Lei rimane delusa, e va in Francia per le vacanze estive. Lui comincia ad apparire nel programma tv che il padre, cuoco di fama, conduce sulla cucina. I due riprendono a frequentarsi, poco dopo lei crede di essere incinta, vuole rimanere sola e, quando la notizia si rivela falsa, i due restano separati. Ad una festa Cyrus cerca di sedurre Al che la respinge. Imogen, che è presente, lo informa che ha avuto un rapporto con Jim Morrison, un ragazzo del college. Dopo un forte litigio, Imogen va a San Francisco per finire gli studi. Preso il diploma, Al cade nella depressione, beve lo shampoo di lei. Dopo la guarigione, il padre organizza una festa, alla quale arriva anche Imogen. Parlano a lungo, poi sembra che lei vada via, ma torna indietro. Insieme vanno a vivere a San Francisco , lei disegna copertine editoriali, lui lavora come cuoco in un ristorante.